# Número refactorizable

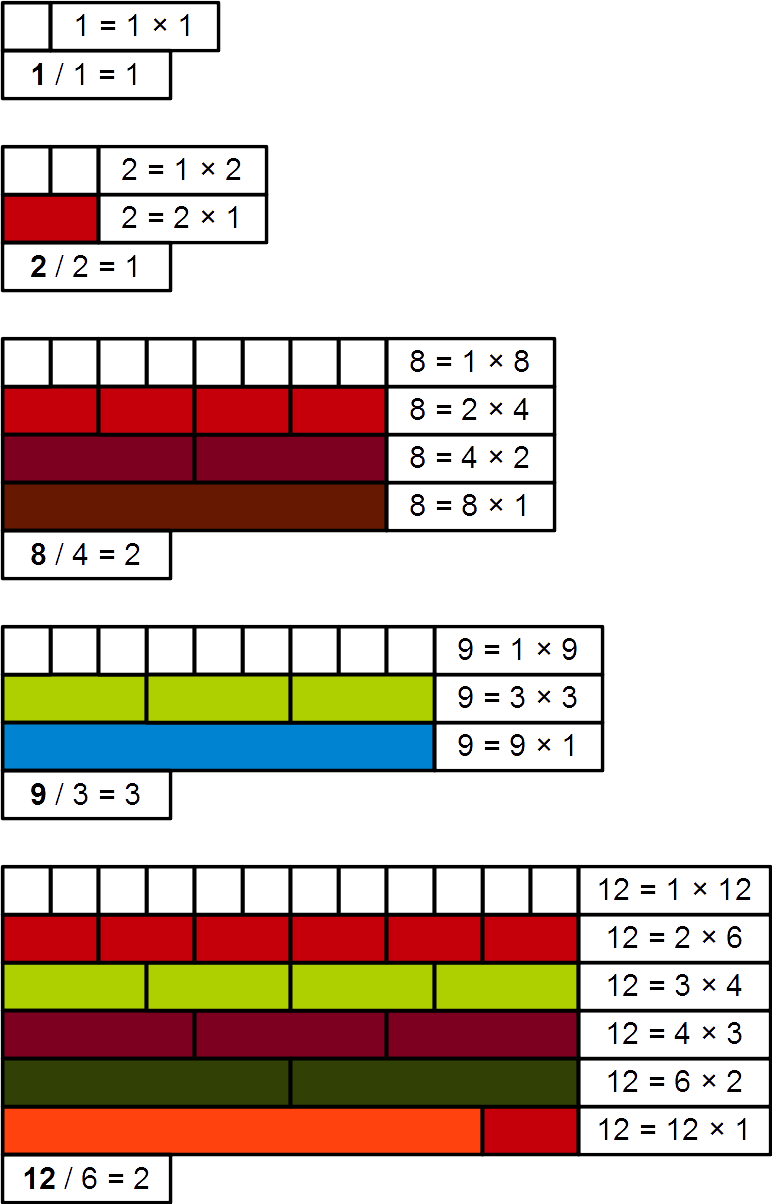
Demostrando a través de las barras de Cuisenaire, que 1, 2, 8, 9 y 12 son números refactorizables.

Un número refactorizable o número tau es un número natural n que es divisible por el número de divisores que tiene, o, dicho de forma algebraica, n es tal que {\displaystyle \tau (n)|n}. Los primeros números refactorizables son (sucesión A033950 en OEIS) 1, 2, 8, 9, 12, 18, 24, 36, 40, 56, 60, 72, 80, 84, 88 y 96.
Por ejemplo, el número 18 tiene 6 divisores (1, 2, 3, 6, 9 y 18) y es divisible por 6. Hay infinitos números refactorizables.
Cooper and Kennedy demostraron que los números refactorizables son un conjunto de densidad asintótica cero. Zelinsky demostró que no hay tres enteros consecutivos que sean refactorizables. Colton demostró que ningún número perfecto es refactorizable. La ecuación mcd(n, x) = τ(n) sólo admite soluciones si n es refactorizable.
Existen aún cuestiones abiertas sobre los números refactorizables. Colton ha planteado la cuestión de si existen n arbitrariamente grandes tales que tanto n como n + 1 son refactorizables. Zelinsky se preguntó si, dado un número refactorizable {\displaystyle n_{0}\equiv a\mod m}, existe necesariamente {\displaystyle n>n_{0}} tal que n es refactorizable y {\displaystyle n\equiv a\mod m}.

## Historia
Los números tau fueron definidos por primera vez por Curtis Cooper y Robert E. Kennedy quienes demostraron que tenían densidad asintótica cero. Fueron redescubiertos posteriormente por Simon Colton, que estaba usando un programa informático que él mismo escribió y que inventaba y juzgaba definiciones de numerosas áreas de las matemáticas tales como la teoría de números y la teoría de grafos. Colton llamó a estos números "refactorizables". Aunque los ordenadores ya habían realizado demostraciones anteriormente, este descubrimiento fue una de las primeras veces que un programa informático descubría una idea nueva o muy poco conocida. Colton demostró muchas propiedades de los números refactorizables. Estableció entre otras cosas que eran infinitos y demostró numerosas restricciones modulares en su distribución. Sólo después se le informó de que Kennedy y Cooper ya habían investigado estos números.